# Кендрика-Дзумерка
Кендрика́-Дзуме́рка (греч. Δήμος Κεντρικών Τζουμέρκων, «центральные Дзумерка»)  — община (дим) в Греции. Входит в периферийную единицу Арту в периферии Эпире. Население 6178 жителей по переписи 2011 года. Площадь 509,231 квадратного километра. Плотность 12,13 человека на квадратный километр. Административный центр — Вургарели. Димархом на местных выборах 2014 года избран Маринос Гарнелис (Μαρίνος Γαρνέλης).
Создана в 2011 году по программе «Калликратис» при слиянии упразднённых общин Агнанда и Атаманион, а также сообществ Мелисурьи и Теодориана.

## Административное деление

Административное деление общины:
1 — Атаманион
2 — по часовой стрелке: Агнанда, Мелисурьи, Теодориана

Община (дим) Кендрика-Дзумерка делится на четыре общинные единицы.